# Aromatiserade viner

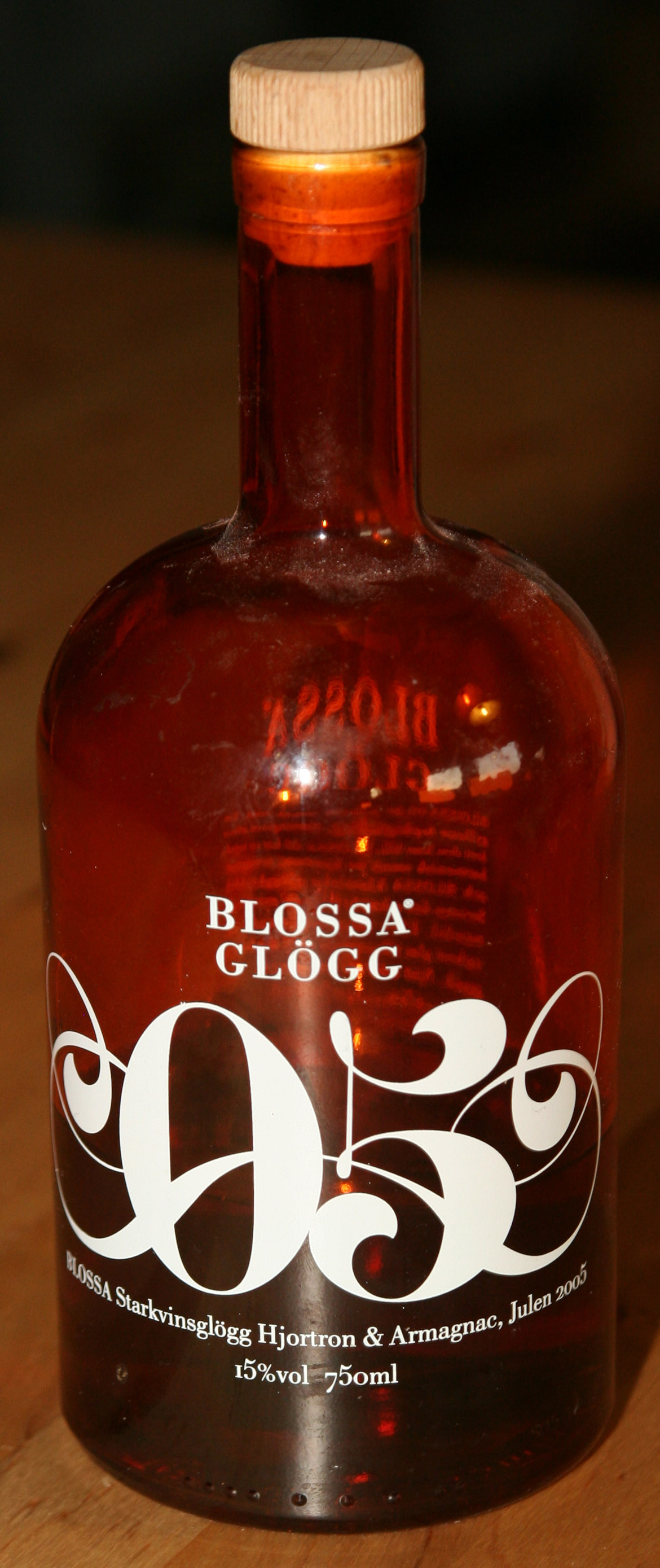
Svensk glögg — ett exempel på aromatiserat vin

Aromatiserade viner syftar på viner som smaksatts med exempelvis kryddor, örter, essens eller fruktsaft. Det är vanligen också sötat och innehåller inte sällan färgämne och tillsatt alkohol. Det vanligaste svenska aromatiserade vinet är tveklöst glögg. Inom EU är aromatiserade viner definierade i Rådets förordning (EEG) nr 1601/91 i vilken det också framgår att termen "vinbaserad aperitif" kan användas synonymt med aromatiserat vin och att ursprungsvinet inte får vara av retsina-typ eller innehålla mindre än 75 procent vin.